# Tärendö
Tärendö è una piccola località situata nella contea di Norrbotten, in Svezia e nell'anno 2000 contava 208 abitanti. Si trova nelle vicinanze del fiume Kalix e si affaccia sulla biforcazione denominata fiume Tärendö. Proprio in questa zona il fiume Tärendö si immette nel fiume Kalix. Il nome della città è una versione svedese della minoranza finlandese Tärentö e Täräntö. Il nome deriva dalla parola tärö, che si riferisce a qualcosa di circolare o chiuso (vyötärö = vita, vyø = cinghia, cintura).
Il villaggio di Tärendö è stato fondato nel 1615 da Per Persson Pekkari, un rappresentante di commercio di Övertorneå. Il paese di Tärendö si era formato in passato come comune autonomo (1884-1971), ma insieme al comune Korpilombolo sono stati in seguito ricostituiti sotto il comune di Pajala. Tärendö appartiene ad un vasto numero di nuclei cittadini cresciuti insieme: Heinonen, Isokylä, Valimaa, Laitamaa, Niva, Aho Koijuniemi, Kallio e Rovaniemi, i nomi dimostrano come i finlandesi abbiano avuto una grande influenza qui (Kyla, Mon e Niemi sono suffissi in finlandese). Tarendo dista solamente 40 chilometri in linea d'aria dal confine finlandese.
Gran parte del film Musica rock da Vittula, tratto dal romanzo omonimo di Mikael Niemi, scrittore di Pajala, è stato girato a Tärendö.
Ad oggi gli stabilimenti più diffusi nel paese sono le segherie e nota è la Krekula & Lauri Saw AB. Gli aeroporti più vicini al paese sono l'aeroporto di Pajala, a 28 chilometri di distanza, e l'aeroporto di Gällivare distante all'incirca 100 chilometri.